# Livrée du cardinal de Giffone
La livrée du cardinal de Giffone est un bâtiment situé à Villeneuve-lès-Avignon, dans le département du Gard. 

## Histoire

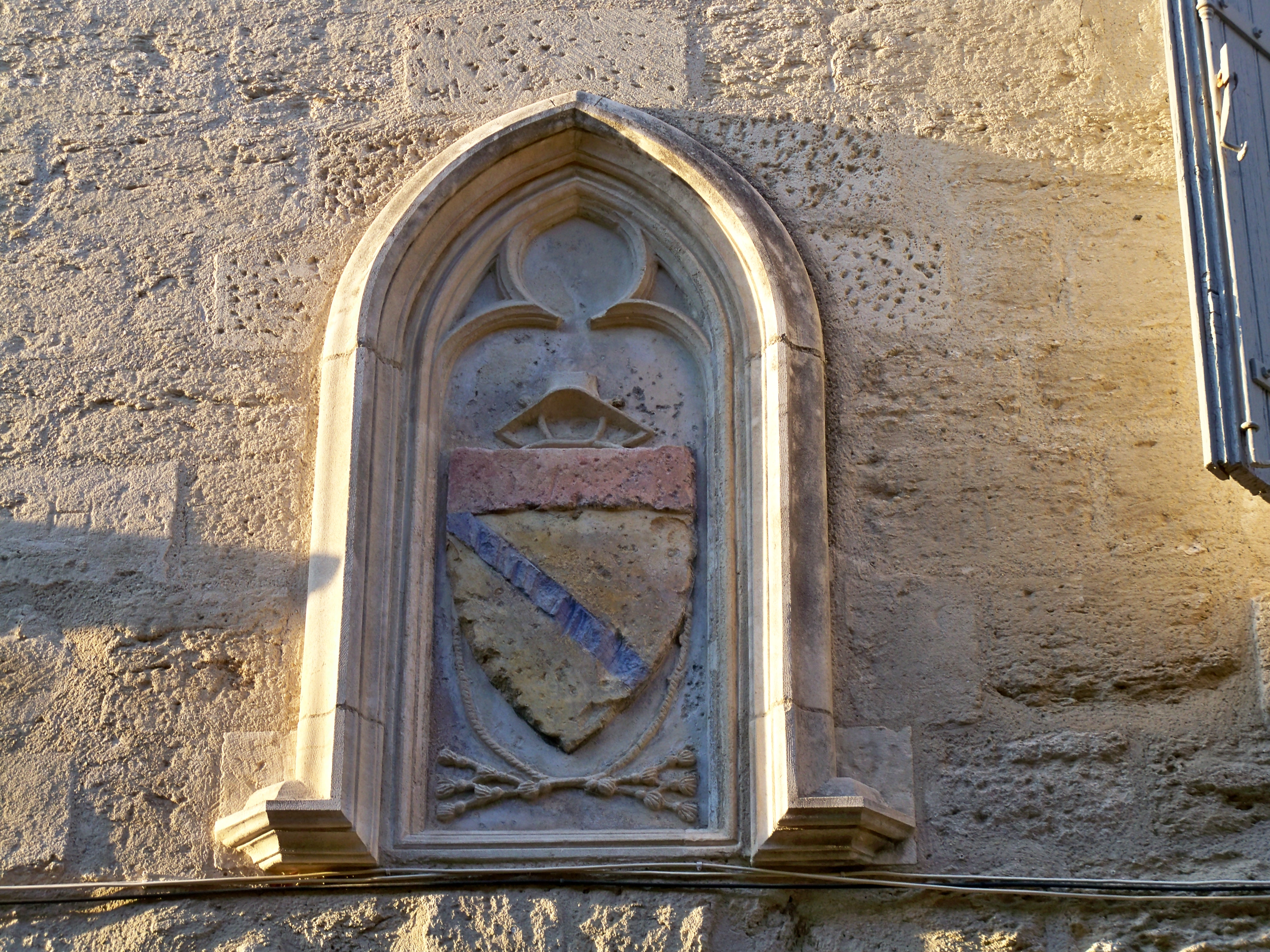
Armoiries de Bertrand du Pouget sur le livrée de Giffone :
D'or à la bande d'azur au chef de gueules.

Le palais cardinalice a d'abord été construit pour le cardinal Bertrand du Pouget vers 1340 dont on voit les armoiries au-dessus de l'ancienne entrée et où il s'est retiré après son retour d'Italie après son échec à rétablir l'autorité du pape. 
La livrée est ensuite occupée par Andouin Aubert, neveu du pape Innocent VI.
Le bâtiment subsistant a été repris vers 1380, pendant le Grand schisme, par le cardinal Leonardo Rossi de Giffone, général de l'ordre franciscain. Il était entré dans le Sacré Collège en 1378. 
L'hôtel a été inscrit au titre des monuments historiques le 4 décembre 1925.

## Description
Le palais n'a conservé que le bâtiment le long de la rue. Il se présente avec une haute tour encadrée de deux ailes. Cette disposition est d'un type unique dans la région. Sur l'aile ouest, on peut voir côté rue trois fenêtres qui éclairaient le Grand tinel, au premier étage. Aujourd'hui fenêtres à  croisées, elles ont été remaniées.
Sur la tour, une fenêtre en tiers-point trilobée éclairait la chapelle qui occupait la hauteur de deux étages actuels. Deux salles existent au sommet de la tour auxquelles on accède par un escalier construit au XVIIe siècle. La salle supérieure servait de corps de garde. Cette tour est put-être représenté sur le tableau du Couronnement de la Vierge d'Enguerrand Quarton commandé en 1453 pour orner l'autel de la chapelle de la Sainte-Trinité de l'église de la chartreuse Notre-Dame-du-Val-de-Bénédiction où se trouve le tombeau du pape Innocent VI et de ses neveux.
L'aile est est surmontée de créneaux modernes. Elle est surmontée par des cheminées rondes indiquant l'ancienne implantation des cuisines et de la boulangerie. La façade a été remaniée